# Roland Topor
Roland Topor (París, 7 de enero de 1938-16 de abril de 1997) fue un ilustrador, dibujante, pintor, escritor y cineasta francés, de origen judío polaco, conocido por el humor negro y el carácter surrealista y voluntario de sus obras. Perteneció al Grupo Pánico, junto a Alejandro Jodorowsky y Fernando Arrabal. Su libro más conocido y traducido es la novela El quimérico inquilino (Le Locataire chimérique), llevada al cine por Roman Polanski en con el título Le locataire (en español, se distribuyó como El quimérico inquilino).

## Biografía
Hijo del pintor polaco nacionalizado francés Abram Topor (Varsovia, 1903-París, 1992)-formado en la Academia de Bellas Artes de Varsovia-, Roland Topor heredó de su padre el talento por el dibujo y la pintura, los retratos y las caricaturas, así como el gusto por lo grotesco, de clara raigambre judeopolaca. Pasó sus primeros años en París, en la rue Corbeau (hoy rue Jacques-Louvel-Tessier) del 10.º distrito; luego en Saboya, donde junto a sus padres, inmigrantes judíos polacos, se ocultaron durante la ocupación nazi.
Estudió en la Escuela de Bellas Artes de París, colaboró en el periódico Hara-Kiri y compartió su sentido del humor negro, ácido y cínico, pero también una vena más rosa, en la revista Elle. Fue uno de los creadores en 1962 del Grupo Pánico, con Fernando Arrabal, Olivier O. Olivier, Alejandro Jodorowsky y Jacques Sternberg.
En colaboración con René Laloux, fue atraído por el cine de animación. Después de varios cortometrajes, el largometraje El Planeta salvaje obtuvo, en 1973, el premio especial del jurado del Festival de Cannes. Con Guénolé Azerthiope fundó el espectáculo-visita guiada Monopolis en 1974 para el Festival de Sigma en Burdeos.
Apareció en algunos papeles secundarios del cine. Su faceta como comediante alcanza la excelencia en la película de Werner Herzog, Nosferatu: Phantom der Nacht, al lado de Isabelle Adjani y Klaus Kinski.
Con Enrique Xhonneux, emprende una adaptación de la vida del Marqués de Sade en Marquis, de 1988, presentada al público el año siguiente, en el momento de la celebración del bicentenario de la Revolución francesa. La obra, únicamente interpretada por actores con máscaras que representaban a animales (e incluso al miembro viril del propio Sade), desconcertó a la crítica y a los espectadores. Pasado el tiempo, Marqués ha llegado a considerarse una película de culto.
Fue un autor de teatro, original y poderoso. Vinci tenía razón fue una obra que creó un escándalo inmenso en Bélgica en el momento de su creación. Trabajó muchas veces con su amigo Jerónimo Savary en Las Aventuras de Zartan o De Moisés a Mao y creó en 1992, a la vez, la puesta en escena, los decorados y los trajes de Ubú rey, en el teatro nacional de Chaillot, en París.
Falleció en un hospital, después sufrir un accidente cardiovascular en su domicilio parisino.
Roland Topor dejó una obra abundante, original y a menudo genial.